# Тусційське герцогство
Тусційське герцогство (лат. Ducatus Tusciae; італ. Ducato di Tuscia) або Тусція (італ. Tuscia) — одне з лангобардських герцогств в Італії, яке включало більшу частину сучасної Тоскани. Спочатку відоме як Лукканське герцогство (італ. Ducato di Lucca; лат. Ducatus Lucaniae) через розташування столиці і резиденції лангобардських герцогів в місті Лукка, на важливій середньовічній трансальпійській дорозі Віа Франчігена. Засноване близько 574 року н. е., після завоювання лангобардами візантійських територій у Центральній Італії. Серед інших міст, включало зокрема Флоренцію.
На момент заснування, Тусційське герцогство на заході омивалось Тірренським морем, а на суші зусебіч було оточено візантійськими територіями Равеннського екзархату. Провінція Вітербо (північний Лаціо) спочатку також була частиною герцогства і була відома в той період як «Римська Тусція», будучи прикордонною зоною між лангобардською Тусцією та візантійським Римським герцогством. Через пів століття під владу лангобардів потрапила також Пізанська область.
У 774 році захоплене королем франків Карлом Великим. В 797 році намісники краю отримали титул маркграфів, а франкське феодальне володіння на території колишньої лангобардського Тусційського герцогства — назву Тосканська марка. 

## Історія
Згідно з останньою історіографією, Лукканське і Сполетське герцогства були першими лангобардськими державами, утвореними після смерті короля Альбойна в період герцогської анархії (близько 574 р.). Герцогства були утворені лангобардськими арміями, які вийшли з під королівського контролю. Лукканське герцогство контролювало останню ділянку Аврелівєвої дороги від Риму до Пізи.
З самого початку герцогству довелося мати справу з розливом Аусеркула (річка Серкіо), яка протікала біля Лукки. Традиція приписує меліорацію єпископу Лукки Фредіано, який спрямував Серкіо в море через нове гирло.

Наприкінці VI століття лангобардське проникнення до Тусції відновилося із завоюванням візантійських каструмів, укріплень, призначених для стримування лангобардської окупації.

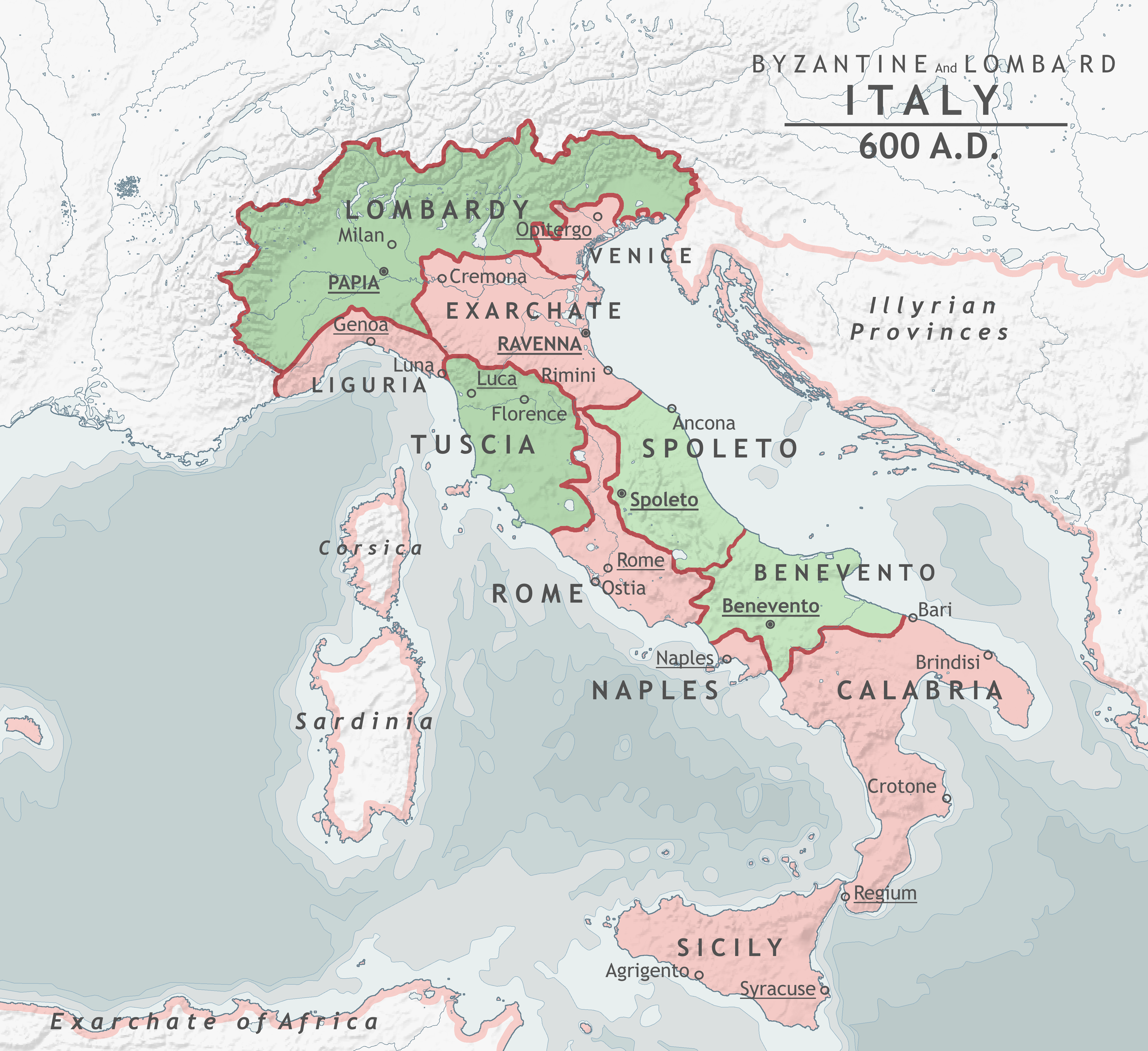
Італія близько 600 року н. е. Тусційське герцогство ще зусебіч оточено візантійським Равеннським екзархатом

У 593 році король Агілульф, увійшов з власною армією в Італію через перевали центральних Апеннін, досяг кордону Римського герцогства та захопив Балнеус Регіс (Баньореджіо) і Урбс Ветус (Орв'єто). У 644 році король Ротарі завоював Луні, найпівнічніший каструм Тусції. Останнє завоювання Ротарі ознаменувало кінець лангобардської експансії в Лангобардській Тусції (лат. Tuscia Langobardorum), що межувала на півдні з територіями, що формально належали Візантії, але на яких зростало домінування папської влади.
Кордони між герцогством і візантійським Равенським екзархатом були узгоджені в мирному договорі 680 року між королем Перктарітом та імператором Костянтином IV і залишалися стабільними протягом тривалого часу. В Тусції засновувались монастирі, які відновили торгівлю і створили основу для розвитку сільського господарства. Монастирі, засновані католицьким абатством Боббіо, закладали виноградники, каштанові і оливкові гаї, будували млини і олійниці. Були відкриті нові комерційні шляхи з долиною По, якими постачались олія, сіль, ліс, м'ясо тощо.
В останній період лангобардської окупації Лукка перевершувала майже усі сусідні міста в Італії. Місто стало столицею Тусції і резиденцією лангобардських королів через престиж свого минулого і завдяки зручному дорожньому сполученню, яке стало ще зручнішим завдяки відкриттю трансальпійської дороги Віа-Франчіджена. Після навернення лангобардів з аріанства у католицтво, територія Лукканської архієпархії та її церковні володіння значно збільшилися, зокрема до неї було включено території південніше міста Луні, між Массою та Монтіньозо.
У 713 році лангобарди на чолі з єпископом Балсарі побудували церкву Сан-Мініато. Економічні умови герцогства значно покращилися як у сільському господарстві, так і в торгівлі, особливо в морській та річковій торгівлі. Негоціанти та морські підприємці здійснювали транспортування зерна та солі від імені герцога Вальперто.
В останній період лангобардського панування король Айстульф, зважаючи на неминучу сутичку з франками, послав Дезидерія до Лангобардської Тусції із завданням провести великий військовий набір.

## Герцогство після розпаду Лангобардського королівства
У 774 році, після завоювання Лангобардського королівства, Карл Великий прийняв титул «Gratia Dei rex Francorum et Langobardorum atque patricius Romanorum» («З ласки Божої, король франків і лангобардів і римський патрицій»), таким чином об'єднавши обидва королівства в персональній унії. Карл Великий зберіг лангобардські закони «Leges Langobardorum» і навіть після повстання 776 року, яке очолював герцог Фріульський Гродгауд, лише замінив лангобардських герцогів на власних чиновників-графів та перерозподілив лангобардські володіння серед франкських аристократів.
Таким чином територія Тусційського герцогства була реорганізована у графства і в 781 році воно разом з іншими колишніми лангобардськими територіями увійшло в каролінзьке Італійське королівство (лат. Regnum Italicorum ), довірене Карлом своєму третьому сину Піпіну. В 797 році намісники краю отримали титул маркграфів, а франкське феодальне володіння на території колишньої лангобардської Тусції — назву Тосканська марка.